# ホンダ・ズーマー
ズーマー（ZOOMER）は、本田技研工業が製造販売していたスクータータイプのオートバイのシリーズ商標である。

## モデル一覧

### ZOOMER
2001年6月に発売された排気量49㏄の原動機付自転車である。先発していたエイプに続くNプロジェクト第2弾として発売され、主に個性を主張する若者をターゲットとした。スクーター特有のプラスチックカバーがないネイキッドスタイル・前後極太タイヤ・デュアルヘッドライトなど新感覚デザインが採用された。
フレームは外装部品で隠されてしまう事が多いが、本モデルではデザインの一部とするシンプルな構造で、カスタムベース車両としての用途も広い。整備士資格を持たない素人でも比較的簡単に分解と組み立てができるため、ショップだけでなく個人レベルでもエンジンのチューニングや改造が楽しまれており、日本国内外のメーカーから数多くのパーツが発売された。
2002年より日本国外へも輸出されており、欧州仕様は同じ名称だが、北米仕様では Ruckus（ラッカス） という名称で販売されている。
2007年10月にマイナーチェンジが行われ、自動車排出ガス規制対応のため燃料噴射装置を搭載。
2016年7月1日に施行された欧州Euro4とWMTCを参考とした規制値および区分の平成28年排出ガス規制をクリアすることが難しく、平成24年規制に基づく継続生産車である本モデルは2017年8月31日をもって生産終了となった。

### ZOOMER-X

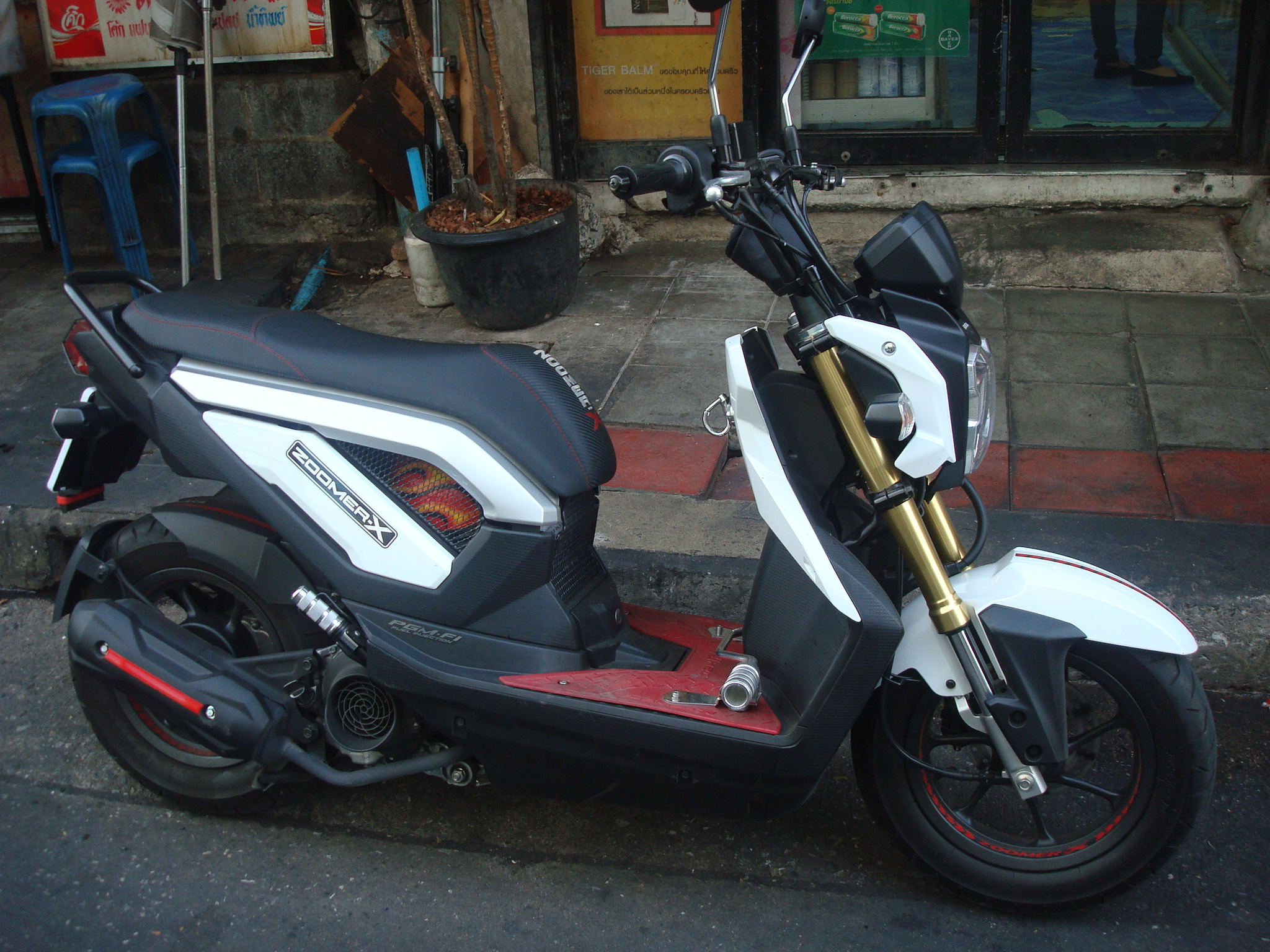
ZOOMER-X

2012年（平成24年）に発表。生産はタイ王国バンコク都ラートクラバン区にあるタイホンダ・マニュファクチュアリングカンパニー・リミテッドで行われ、タイ国内での販売は二輪車販売部門A.P.ホンダが担当する。
車体デザインは50ccモデルよりボリュームを増やした角型スタイルとなり、ホイールは前後12インチにし、一部モデルと後述する日本国内向け仕様はコンビブレーキを搭載。また一部グレードは前輪をディスクブレーキとした。エンジンはタイ国内向けモデルであるスクーピー・iやクリックと共通の排気量108㏄空冷4ストロークエンジンを搭載。
日本国内向け仕様は、2013年（平成25年）のモーターサイクルショーで市販予定車として展示、同年6月14日より正規輸入発売。2016年に生産終了となった。